# Fitting In
Fitting In (engl. für „Reinpassen“, auch Bloody Hell) ist eine Tragikomödie von Molly McGlynn, die im März 2023 beim South by Southwest Film Festival  ihre Premiere feierte und Anfang Februar 2024 in die US-Kinos kam. Maddie Ziegler spielt in dem Coming-of-Age-Film eine junge Frau, die unter dem Mayer-Rokitansky-Küster-Hauser-Syndrom leidet, eine angeborene Fehlbildung des weiblichen Genitals, die ihr einige Probleme bereitet.

## Handlung
Lindy ist gerade erst mit ihrer Mutter Rita in einen Vorort von Sudbury gezogen. Rita arbeitet als Therapeutin und versucht hier in Ontario ihr Leben wieder auf die Reihe zu bringen, Jahre nachdem Lindys Vater sie verlassen hat. Die Dinge an ihrer neuen High School laufen ziemlich gut. Sie findet in Vivian schnell eine beste Freundin und verknallt sich in ihren Klassenkameraden Adam. Die Gefühle scheinen auf Gegenseitigkeit zu beruhen.
Wegen der Vorfreude auf ihr Erstes Mal, sucht Lindy einen Gynäkologen auf, der ihr die Antibabypille verschreiben soll. Ihre Menstruation steht zwar noch aus, dennoch erfolgt eine Routineuntersuchung. Sie wird an einen Spezialisten überwiesen, der ihr erklärt, dass sie an dem Mayer-Rokitansky-Kuster-Hauser-Syndrom leide. In Lindys Fall bedeutet dies, dass sie ohne Gebärmutter, Gebärmutterhals oder den größten Teil eines Vaginalkanals geboren wurde. Sie wird niemals ihre Periode haben oder ein Kind austragen können. Auch wird es ihr praktisch unmöglich sein, ohne einen Eingriff Sex zu haben. Man schlägt ihr Plastikdilatatoren vor, mit denen sie täglich üben soll.
Die Diagnose stellt ihr Leben völlig auf den Kopf. Der Teenager entwickelt ungewöhnliche Methoden, um sein Sexualleben zu erforschen.

## Produktion
Regie führte Molly McGlynn, die auch das Drehbuch schrieb. Es handelt sich nach Mary Goes Round von 2017 um ihren zweiten Spielfilm. Der Film basiert auf den eigenen Erfahrungen der Regisseurin mit der Diagnose des MRKH-Syndroms, die sie erhielt, als sie 16 Jahre alt war: „Ich habe mehrere Jahre gebraucht, um den Mut zusammenzukratzen, dieses Drehbuch zu schreiben, [...] Als ich Maddie [Ziegler] kennenlernte, wusste ich, dass sie die perfekte Person ist, um die Nuancen und Komplexität dieser verwirrenden, emotional überwältigenden und im Nachhinein absurden Zeit in meinem Jugendleben einzufangen.“
Maddie Ziegler spielt in der Hauptrolle Lindy, Emily Hampshire ihre Mutter Rita.
Djouliet Amara spielt ihre beste Freundin Vivian und Ki Griffin deren Bekannte Jax, eine intersexuelle Klassenkameradin. D’Pharaoh Woon-A-Tai ist in der Rolle ihres Klassenkameraden Adam zu sehen, mit dem sie zum ersten Mal Sex hat.
Die Dreharbeiten fanden von Ende Mai bis Ende Juni 2022 in Sudbury in Ontario statt. Als Kamerafrau fungierte Nina Djacic.
Die Filmmusik komponierte der Singer-Songwriter Casey Manierka-Quaile, mit dem McGlynn bereits für ihr Spielfilmdebüt Mary Goes Round zusammenarbeitete.
Der Film feierte am 13. März 2023 beim South by Southwest Film Festival seine Premiere. Im September 2023 wurde er beim Toronto International Film Festival vorgestellt. Ab Ende September 2023 wurde er beim Calgary International Film Festival gezeigt. Anfang Oktober 2023 wurde der Film beim Vancouver International Film Festival vorgestellt. Am 2. Februar 2024 kam der Film unter dem Titel Fitting In in ausgewählte US-Kinos.

## Rezeption

### Altersfreigabe und Kritiken
In den USA erhielt der Film von der MPAA ein R-Rating, was einer Freigabe ab 17 Jahren entspricht.
Von den bei Rotten Tomatoes aufgeführten Kritiken sind 95 Prozent positiv bei einer durchschnittlichen Bewertung mit 7,4 von 10 möglichen Punkten.
Marco Vito Oddo schreibt in seiner Kritik bei collider.com, Molly McGlynn prangere in ihren Film die Gewalt in der Frauenheilkunde an und zeige, wie die traditionelle Medizin die weiblichen Genitalien auf die Befriedigung der männlichen Lust und auf deren  Fortpflanzungsfunktion reduziert. Auch zeige Bloody Hell, wie Pornografie junge Menschen dazu bringen kann, Sex, der eigentlich eine angenehme Erfahrung sein sollte und bei dem sich die Menschen gegenseitig Vergnügen bereiten, als eine Art Show zu verstehen. Zudem beleuchte der Film die konservative Sichtweise auf Sexualität, indem er auf die Möglichkeit eingeht, dass sexuelle Beziehungen auch ohne jegliche Form der Penetration funktionieren können.

### Auszeichnungen
Canadian Screen Awards 2024
- Nominierung für das Beste Szenenbild (Thea Hollatz und Marcin Zach)
- Nominierung für das Beste Casting (Jason Knight und John Buchan)[14]

Directors Guild of Canada Awards 2023
- Nominierung für die Beste Regie – Spielfilm (Molly McGlynn)[15]

GLAAD Media Awards 2025
- Nominierung als Bester Film in der Kategorie „Limited Theatrical Release“[16]

Vancouver International Film Festival 2023
- Auszeichnung als Bester kanadischer Film[17]